# Pierre Belon
Pierre Belon, francoski prirodoslovec, * 1517, † 1564.
Leta 1546 je odšel na triletno odpravo po vzhodnem delu Sredozemlja in popisal rastlinstvo, živalstvo ter prebivalstvo območja v obsežni razpravi. Bil je eden prvih prirodoslovcev, ki so se ukvarjali s primerjalno anatomijo.
1. ↑  data.bnf.fr: platforma za odprte podatke — 2011.
2. ↑  Белон Пьер — 3-е изд. — Moskva: Советская энциклопедия, 1969.